# Mönsterskrivare
Mönsterskrivare var en civilmilitär tjänsteman jämställd med högsta underofficersgraden med uppgift att sköta rullföring och kassatjänst. 
Ursprungligen fanns under 1500- och 1600-talet en mönsterskrivare för varje fänika och kompani. Vid organisationsförändringar i början av 1800-talet underställdes mönsterskrivaren regementsskrivaren och antalet minskades. Vid vissa regementen ingick de till ett antal av fem (en expeditionsmönsterskrivare och fyra uppbördsmönsterskrivare) i den så kallade ringare staben. Senare minskades antalet till två. Mönsterskrivarnas uppgift vid denne tid var främst uppbörd och redovisning av till indelningsverket hörande räntemedel med mera. Då 1875 det indelta avlöningsväsendet avlöstes av kontantsystem, blev mönsterskrivartjänsterna indragna.